# Коломенский проезд
Коло́менский прое́зд (название с 14 марта 1964 года) — проезд в Южном административном округе города Москвы на территории района Нагатино-Садовники и Нагорного района.

## История
Проезд получил своё название 14 марта 1964 года по своему направлению в сторону бывшего села Коломенское, вошедшего в черту Москвы в 1960 году и на месте которого в настоящее время находится музей-заповедник «Коломенское».

## Расположение
Коломенский проезд, являясь продолжением Нахимовского проспекта, проходит от Нахимовского тоннеля под Варшавским шоссе на восток, в тоннеле проходит под путями Павелецкого направления Московской железной дороги, выходит на поверхность, пересекает Каширское шоссе, улицу Академика Миллионщикова, далее к проезду с севера примыкает улица Садовники, проезд проходит до проспекта Андропова, за которым продолжается как Большая улица. У восточного конца проезда находится музей-заповедник «Коломенское» и парк «Садовники». Нумерация домов начинается от Варшавского шоссе.

## Примечательные здания и сооружения
По чётной стороне:
- д. 4 — Городская клиническая больница им. С. С. Юдина (территория К4);
- д. 12 — Прокуратура Южного административного округа г. Москвы;
- д. 16 — школа № 507 (здание 3).

## Транспорт

### Автобус
- м19: от Каширского шоссе до улицы Академика Миллионщикова и обратно.
- с820: по чётной стороне от Варшавского шоссе до проспекта Андропова; по нечётной стороне от улицы Садовники до Варшавского шоссе.
- н8: от Каширского шоссе до Нахимовского проспекта и обратно.

### Метро
- Станция метро «Варшавская» Большой кольцевой линии — юго-западнее проезда, на Варшавском шоссе у примыкания к нему Чонгарского бульвара, на Каширском проезде.
- Станция метро «Каширская» Замоскворецкой и Каховской линий — южнее проезда, на пересечении Каширского шоссе и улицы Маршала Шестопалова.
- Станция метро «Коломенская» Замоскворецкой линии — северо-восточнее проезда, на пересечении проспекта Андропова с Нагатинской улицей, улицей Новинки и Судостроительной улицей.
- Станция метро «Нахимовский проспект» Серпуховско-Тимирязевской линии — западнее проезда, на Азовской улице у её примыкания к Нахимовскому проспекту, у пересечения с Сивашской улицей и у примыкания к ней Фруктовой улицы.